# Blaireau de Palawan
Pour les articles homonymes, voir Blaireau (homonymie).
Mydaus marchei · Blaireau des Philippines
Espèce
Statut de conservation UICN

 LC  : Préoccupation mineure
Le Blaireau de Palawan (Mydaus marchei), aussi appelé Blaireau des Philippines, est une espèce de mammifères de la famille des Mephitidae (il ne s'agit donc pas d'un « vrai » blaireau qui font partie de la famille des Mustelidae, mais d'une mouffette).

## Distribution

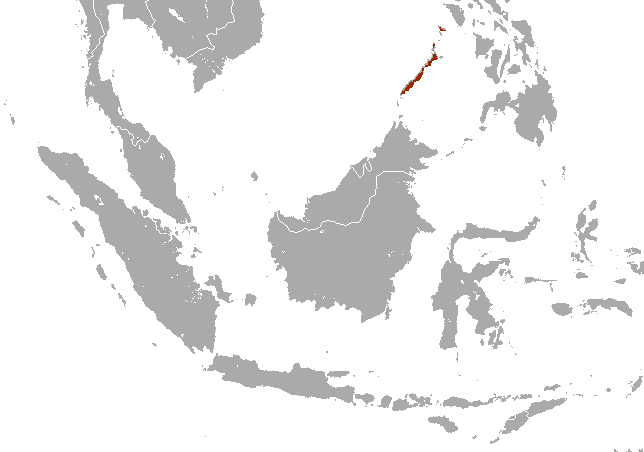
Répartition de l'espèce.

Cette espèce se rencontre aux Philippines dans les îles de Palawan et Busuanga.